# Kfz-Kennzeichen (San Marino)

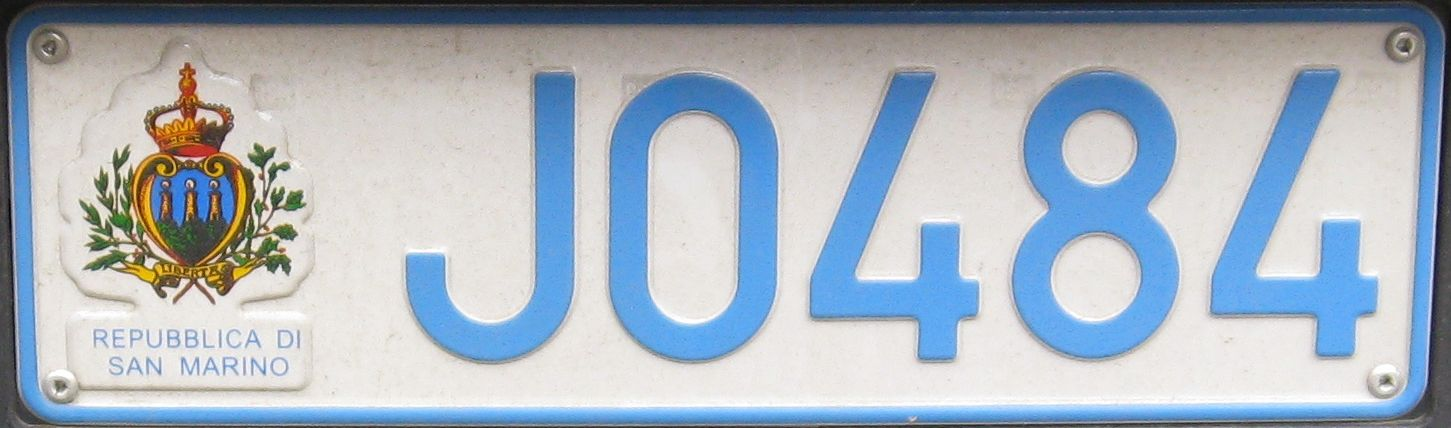
San-marinesisches Kfz-Kennzeichen

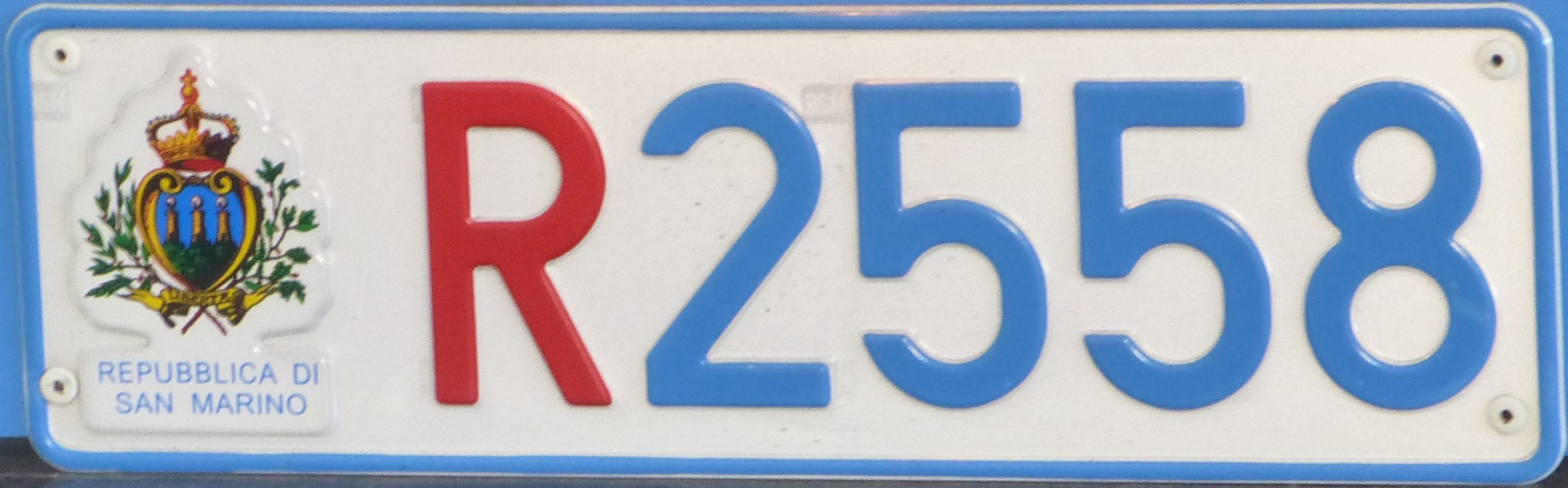
Anhänger-Kennzeichen

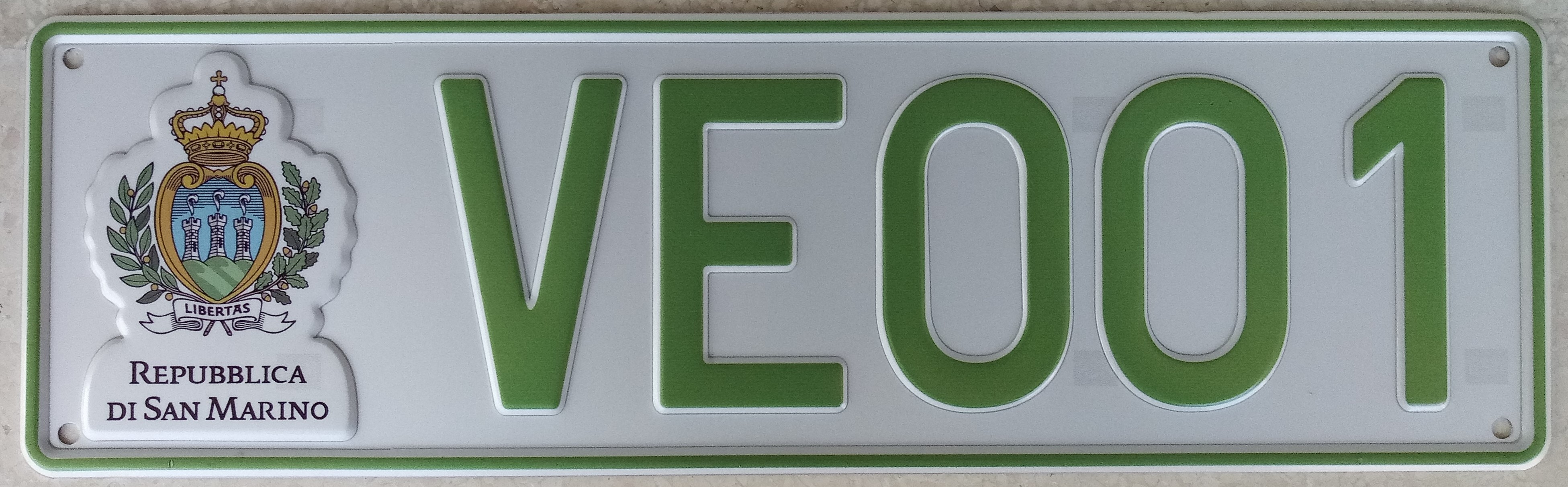
Kennzeichen für Elektrofahrzeuge (2019–2023)

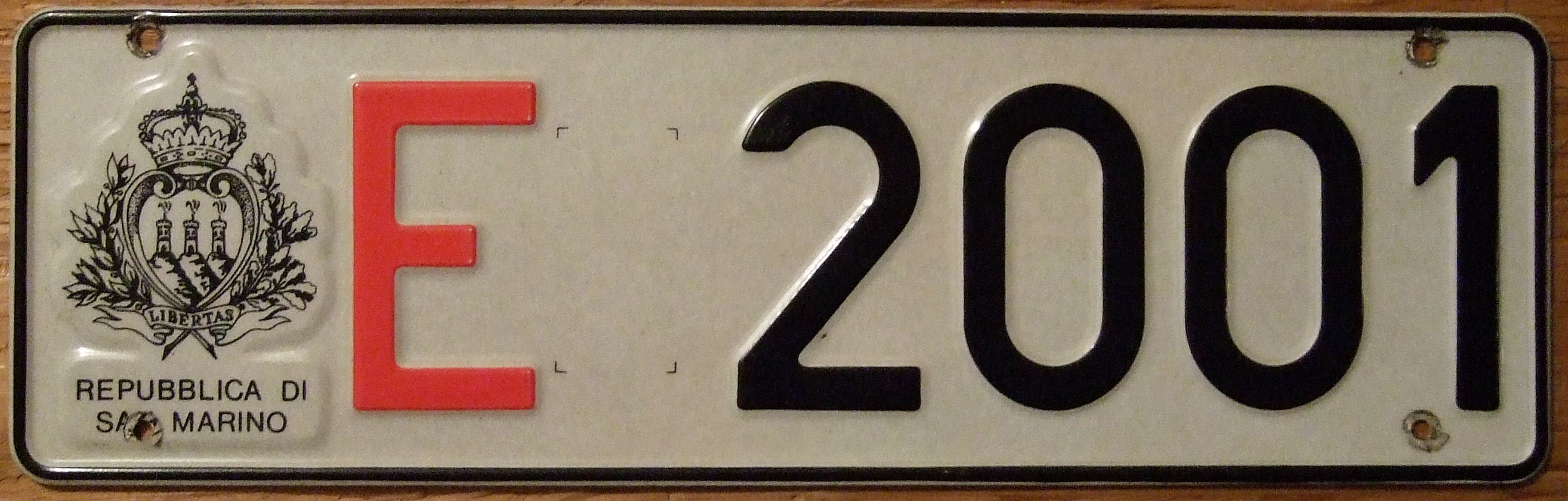
Temporäres Kennzeichen

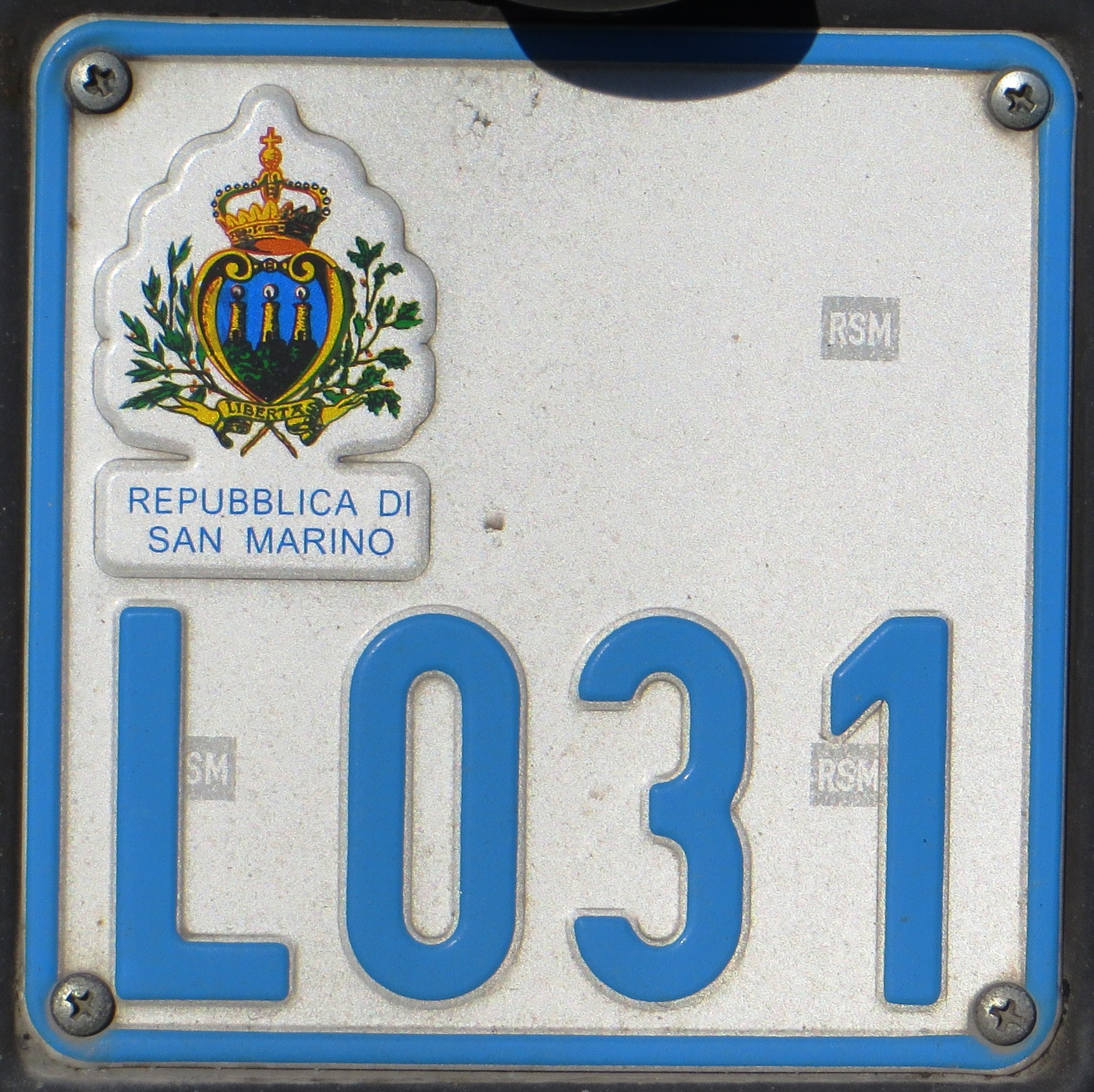
Zweiradkennzeichen

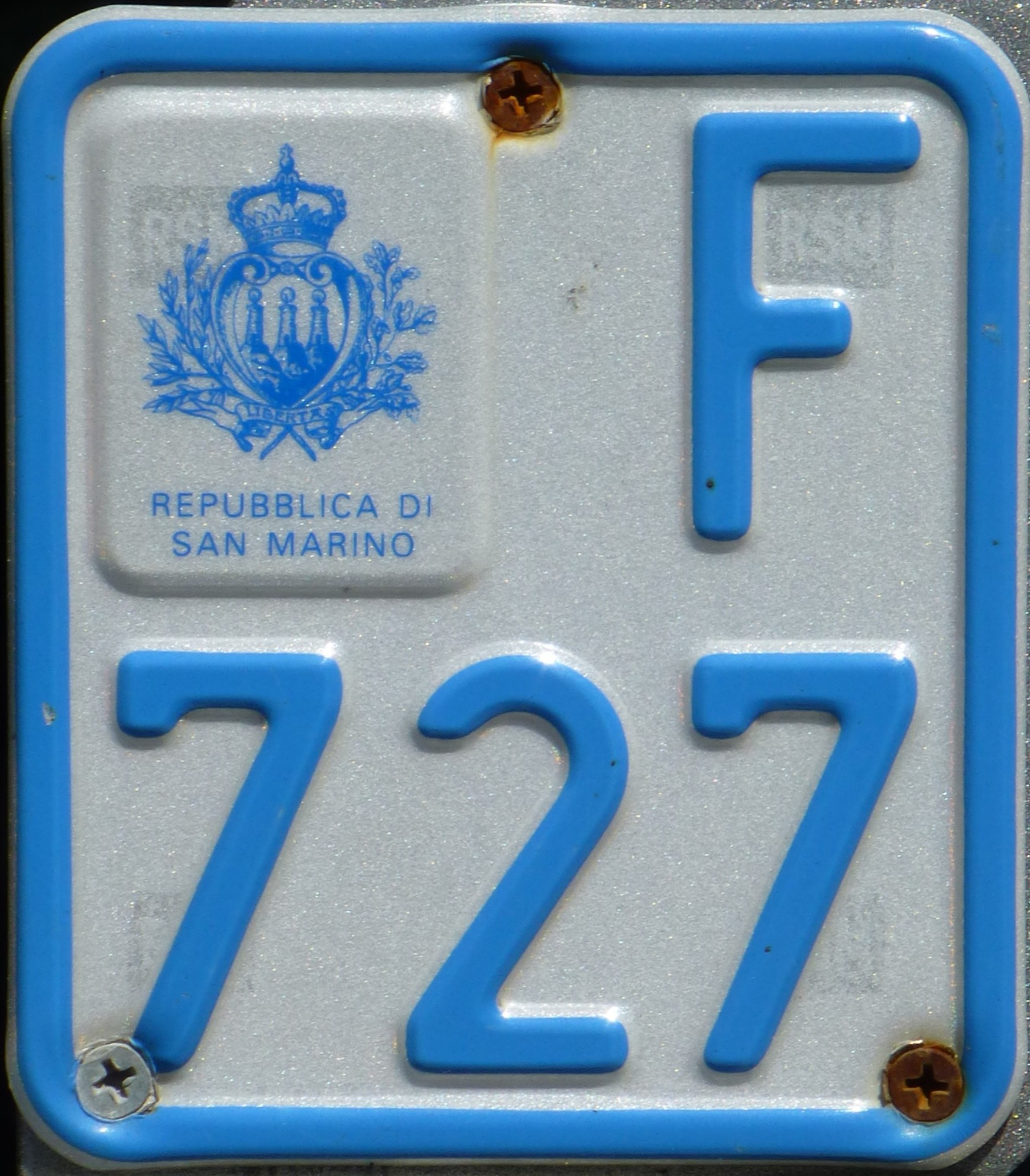
Mopedkennzeichen

San-marinesische Kfz-Kennzeichen besitzen in der Regel hellblaue Schrift auf weißem Grund. Sie zeigen am linken Rand das Wappen San Marinos mit der zweizeiligen italienischen Unterschrift REPUBBLICA DI SAN MARINO (deutsch: „Republik San Marino“). Das Nationalitätszeichen San Marinos lautet demgemäß RSM.

## Systematik
Seit 1993 beginnen normale Kennzeichen mit einem Buchstaben, gefolgt von maximal vier Ziffern und werden fortlaufend vergeben. Nötigenfalls werden führende Nullen verwendet. Nach A9999 folgt demgemäß B0001. Im Falle von Motorrädern wurde 1994 mit A001 begonnen. Diese Kennzeichen sind stets zweizeilig, wobei in der oberen Zeile nur Wappen und Landesname erscheinen und die Kombination in der unteren Zeile erscheint. Verkleinerte zweizeilige Nummernschilder werden für Mopeds und andere schwach motorisierte Fahrzeuge ausgegeben. Hierbei wurde bei 0001 begonnen und 1998 ein Serienbuchstabe nach dem Muster A001 eingeführt.
- Anhänger-Kennzeichen zeigen als Buchstaben ein rotes R für italienisch Rimorchio (deutsch: „Anhänger“).
- Temporäre Nummernschilder haben schwarze Schrift, zeigen vier Ziffern und beginnen mit einem roten E für Escursionisti Esteri.
- Kennzeichen für Arbeitsmaschinen besitzen grüne Schrift und beginnen mit M.O. für Macchina Operatrice.
- Kennzeichen für landwirtschaftliche Maschinen haben schwarze Schrift auf gelbem Grund und beginnen mit M.A. für Macchina Agricole, Traktoren  hatten die dreizeilige Anordnung: Wappen und RSM in hellblau, vierstellige Zahl in hellblau, TRATTORE in rot.[1]
- Probekennzeichen können auch wie zweizeilige Tafeln ausgeführt sein, wobei aber die hellblaue Zahl groß in der Mitte steht, das Wappen und die hellblauen Lettern RSM oberhalb und das Wort PROVA in Rot unterhalb sind in kleinerer Schriftgröße.
- Wunschkennzeichen können seit 2004 beantragt werden, sind fünfstellig und kosten 750 Euro.[2] Seit 2018 verwenden auch die Capitane Reggenti die personalisierten Kennzeichen RSM01 und RSM03[3]
- Weiters werden diverse spezielle Nummernschilder für bestimmte Institutionen ausgegeben. Diese haben wie in Italien rote Buchstaben, es folgt jeweils eine hellblaue Zahl:
  - Diplomatenkennzeichen zeigen CD
  - Das Rote Kreuz hat die Lettern CRS für italienisch Croce Rossa Sammarinese
  - Polizei (Polizia Civile), Gendarmeria und Guardia di Rocca verwenden Schilder mit dem roten oder grünem Schriftzug POLIZIA

| CD      | Diplomatisches Korps                                  |                                |
| CRS     | Croce Rossa Sammarinese San-marinesisches Rotes Kreuz |                                |
| GE      | Gendarmeria                                           | nicht mehr verwendet seit 1983 |
| POLIZIA | Polizia Civile Guardia di Rocca Gendarmeria           |                                |
| PROVA   | Test                                                  |                                |
| VU      | Vigili Urbani                                         | nicht mehr verwendet seit 1983 |

## Geschichte

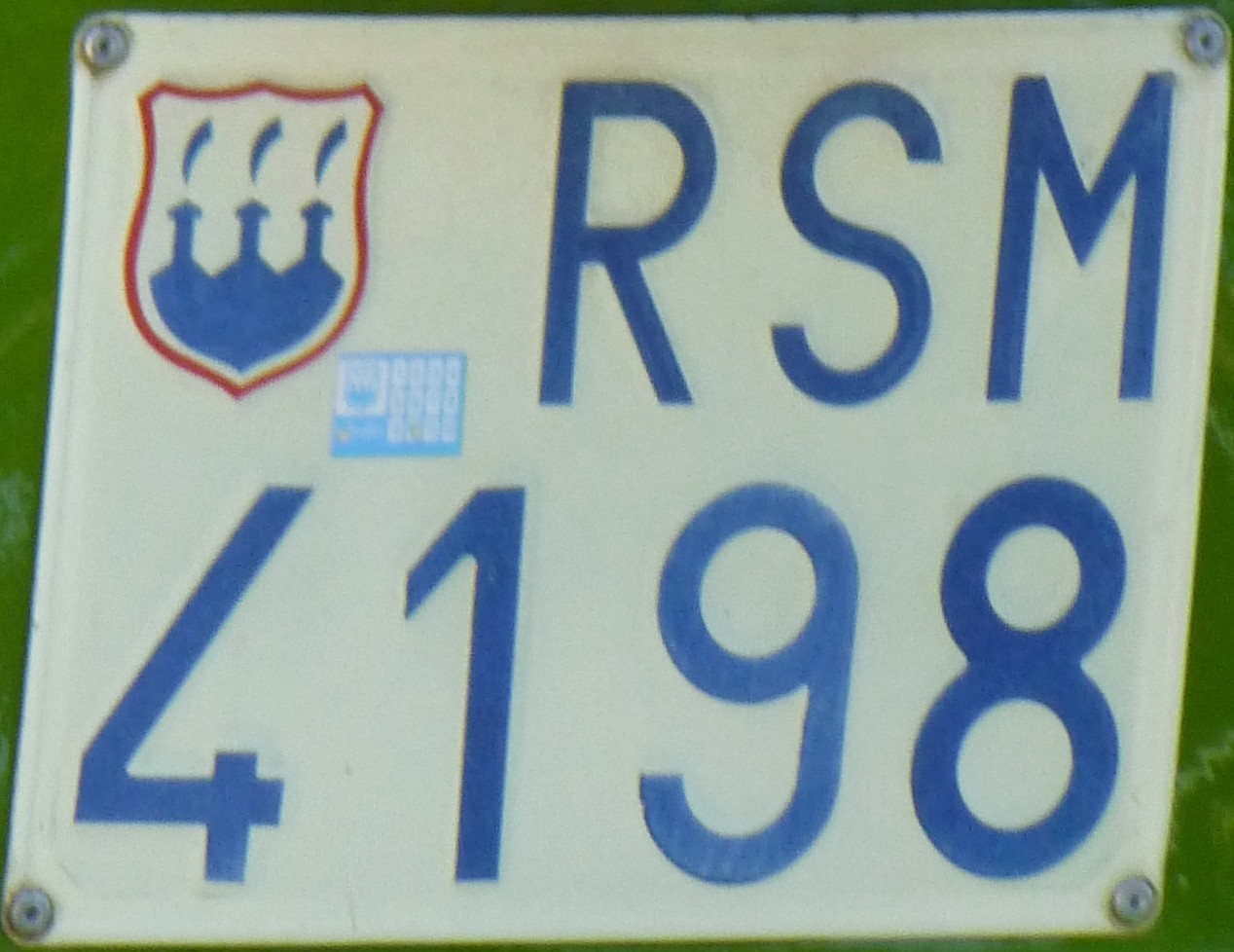
Kennzeichen von 1966 bis 1976

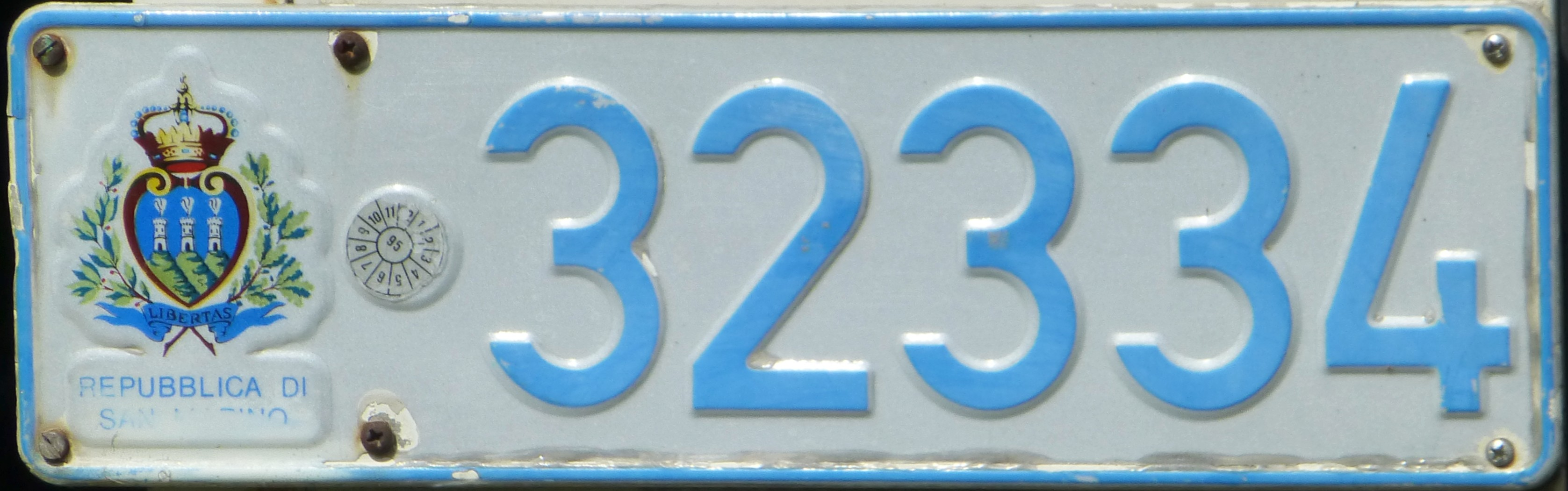
Kennzeichen von 1987 bis 1993

1966 wurden Schilder eingeführt, die ein vereinfachtes Wappen mit rotem Rand, die Buchstaben RSM und maximal vier weitere Ziffern zeigten. Hintere Kennzeichen waren zweizeilig mit Wappen und RSM in der oberen Zeile. Bei vorderen Schildern wurden – wie auch in Italien – die Buchstaben nach den Ziffern platziert. Als 1975 alle 9999 Kombinationen erschöpft waren, wurde ein Serienbuchstabe für die Tausenderstelle eingeführt. Die Seriennummer 10.342 wurde als A342 geschrieben, 11.342 entsprechend B342 usw. 1976 wurde die Schrift dicker und die Seriennummer fünfstellig, sodass der Serienbuchstabe wieder entfiel.
Die grundlegendste Veränderung wurde 1979 vorgenommen. Die Lettern RSM entfielen und es wurde das vollständige Staatswappen dargestellt. Zudem erschien nun erstmals der ausgeschriebene Landesname am unteren Rand und es wurde ein Aufkleber mit Jahreszahl eingeführt. 1987 wurde dieser Aufkleber durch eine Plakette ersetzt. Der Schriftzug des Landesnamens wurde nun verkleinert unter dem Wappen dargestellt. Anhängerkennzeichen wurden mit einem kleinen roten R zu Beginn gekennzeichnet. Schließlich wurde 1993, als die Seriennummer etwa bei 47.000 angelangt war, das derzeitige System eingeführt.